# Fischerbach
Fischerbach là một thị xã nằm ở huyện Ortenaukreis, thuộc bang Baden-Württemberg, Đức.